# Istelgrund
Der Istelgrund ist der oberste Abschnitt eines ca. 5 km langes Trockentales, der sich auf dem Gebiet von Markt Karbach von der Räuschlshöhe westwärts bis zum Stadtrand von Marktheidenfeld erstreckt und sich dann auf überwiegend Karbacher Gebiet als Setzgraben, Altenbergsgraben und Uisbachgraben nord- bis nordwestwärts bis zum Main gegenüber von Hafenlohr fortsetzt.
Vermutlich speist ein Teil des unterirdischen Abflusses den Heubrunnenbach in Marktheidenfeld, der weniger als einen halben Kilometer jenseits der westlichen oberirdischen Wasserscheide entspringt.